# Europacupen i ishockey 1993/1994
Europacupen i ishockey 1993/1994 inleddes den 9 oktober 1993, och avslutades den 30 december samma år. Turneringen vanns av finländska TPS, som besegrade ryska Dynamo Moskva i finalspelet.

## Första gruppspelsomgången

### Grupp A
Esbjerg, Danmark
| Lag 1                 | Resultat | Lag 2                 |
| --------------------- | -------- | --------------------- |
| Vålerenga IF          | 2-2      | Flame Guards Nijmegen |
| Esbjerg IK            | 18-3     | CHH Txuri Urdin       |
| Esbjerg IK            | 7-4      | Flame Guards Nijmegen |
| Vålerenga IF          | 15-0     | CHH Txuri Urdin       |
| Flame Guards Nijmegen | 8-2      | CHH Txuri Urdin       |
| Esbjerg IK            | 4-8      | Vålerenga IF          |

### Grupp A, slutställning
| Placering | Lag                   | Poäng |
| 1         | Vålerenga IF          | 5     |
| 2         | Esbjerg IK            | 4     |
| 3         | Flame Guards Nijmegen | 3     |
| 4         | CHH Txuri Urdin       | 0     |

### Grupp B
Trenčín, Slovakien
| Lag 1            | Resultat | Lag 2           |
| ---------------- | -------- | --------------- |
| Tivali Minsk     | 6-0      | Narva Kreenholm |
| HC Dukla Trenčín | 15-1     | Slavia Sofia    |
| Tivali Minsk     | 11-0     | Slavia Sofia    |
| HC Dukla Trenčín | 10-0     | Narva Kreenholm |
| Narva Kreenholm  | 6-3      | Slavia Sofia    |
| HC Dukla Trenčín | 1-3      | Tivali Minsk    |

### Grupp , slutställning
| Placering | Lag              | Poäng |
| 1         | Tivali Minsk     | 6     |
| 2         | HC Dukla Trenčín | 4     |
| 3         | Narva Kreenholm  | 2     |
| 4         | Slavia Sofia     | 0     |

### Grupp C
Jesenice, Slovenien
| Lag 1                   | Resultat | Lag 2                   |
| ----------------------- | -------- | ----------------------- |
| EC Villacher            | 14-0     | KHL Zagreb              |
| HK Acroni Jesenice      | 3-5      | Torpedo Ust-Kamenogorsk |
| HK Acroni Jesenice      | 9-4      | KHL Zagreb              |
| Torpedo Ust-Kamenogorsk | 5-2      | EC Villacher            |
| Torpedo Ust-Kamenogorsk | 21-1     | KHL Zagreb              |
| HK Acroni Jesenice      | 7-2      | EC Villacher            |

### Grupp C, slutställning
| Placering | Lag                     | Poäng |
| 1         | Torpedo Ust-Kamenogorsk | 6     |
| 2         | HK Acroni Jesenice      | 4     |
| 3         | EC Villacher            | 2     |
| 4         | KHL Zagreb              | 0     |

### Grupp D
Riga, Lettland
| Lag 1           | Resultat | Lag 2          |
| --------------- | -------- | -------------- |
| Sokil Kyiv      | 9-1      | Cardiff Devils |
| Pārdaugava Rīga | 19-0     | SC Energija    |
| Sokil Kyiv      | 11-1     | SC Energija    |
| Pārdaugava Rīga | 11-4     | Cardiff Devils |
| Cardiff Devils  | 10-3     | SC Energija    |
| Pārdaugava Rīga | 2-2      | Sokil Kyiv     |

### Grupp D, slutställning
| Placering | Lag             | Poäng |
| 1         | Pārdaugava Rīga | 5     |
| 2         | Sokil Kyiv      | 5     |
| 3         | Cardiff Devils  | 2     |
| 4         | SC Energija     | 0     |

### Grupp E
Budapest, Ungern
| Lag 1               | Resultat | Lag 2               |
| ------------------- | -------- | ------------------- |
| Sparta Praha        | 9-3      | HC Steaua Bucureşti |
| Ferencvárosi TC     | 51-1     | Ankara Büyükşehir   |
| Sparta Praha        | 16-1     | Ankara Büyükşehir   |
| Ferencvárosi TC     | 10-3     | HC Steaua Bucureşti |
| HC Steaua Bucureşti | 16-1     | Ankara Büyükşehir   |
| Ferencvárosi TC     | 3-19     | Sparta Praha        |

### Grupp E, slutställning
| Placering | Lag                 | Poäng |
| 1         | Sparta Praha        | 6     |
| 2         | Ferencvárosi TC     | 4     |
| 3         | HC Steaua Bucureşti | 2     |
| 4         | Ankara Büyükşehir   | 0     |

 Podhale Nowy Targ,
 HC Devils Milano,
 Rouen HC,
 EHC Kloten,
 TPS,
 Dynamo Moskva,  Brynäs IF  : vidare direkt

## Andra gruppspelsomgången

### Grupp F
Milano, Italien
| Lag 1            | Resultat | Lag 2             |
| ---------------- | -------- | ----------------- |
| Sparta Praha     | 9-2      | Podhale Nowy Targ |
| HC Devils Milano | 11-1     | Esbjerg IK        |
| Sparta Praha     | 5-3      | Esbjerg IK        |
| HC Devils Milano | 8-0      | Podhale Nowy Targ |
| Esbjerg IK       | 4-4      | Podhale Nowy Targ |
| HC Devils Milano | 3-1      | Sparta Praha      |

### Grupp F, slutställning
| Placering | Lag               | Poäng |
| 1         | HC Devils Milano  | 6     |
| 2         | Sparta Praha      | 4     |
| 3         | Esbjerg IK        | 1     |
| 4         | Podhale Nowy Targ | 1     |

### Grupp G
Rouen, Frankrike
| Lag 1            | Resultat | Lag 2            |
| ---------------- | -------- | ---------------- |
| Dynamo Moskva    | 7-3      | Pārdaugava Rīga  |
| Rouen HC         | 4-4      | HC Dukla Trenčín |
| Dynamo Moskva    | 2-1      | HC Dukla Trenčín |
| Rouen HC         | 1-2      | Pārdaugava Rīga  |
| HC Dukla Trenčín | 1-1      | Pārdaugava Rīga  |
| Rouen HC         | 1-3      | Dynamo Moskva    |

### Grupp G, slutställning
| Placering | Lag              | Poäng |
| 1         | Dynamo Moskva    | 6     |
| 2         | Pārdaugava Rīga  | 3     |
| 3         | HC Dukla Trenčín | 2     |
| 4         | Rouen HC         | 1     |

### Grupp H
Kloten, Zürichs kanton, Schweiz
| Lag 1                   | Resultat | Lag 2                   |
| ----------------------- | -------- | ----------------------- |
| Brynäs IF               | 3-2      | Sokil Kyiv              |
| EHC Kloten              | 5-2      | Torpedo Ust-Kamenogorsk |
| Torpedo Ust-Kamenogorsk | 6-3      | Sokil Kyiv              |
| EHC Kloten              | 2-2      | Brynäs IF               |
| Brynäs IF               | 3-2      | Torpedo Ust-Kamenogorsk |
| EHC Kloten              | 2-2      | Sokil Kyiv              |

### Grupp H, slutställning
| Placering | Lag                     | Poäng |
| 1         | Brynäs IF               | 5     |
| 2         | EHC Kloten              | 4     |
| 3         | Torpedo Ust-Kamenogorsk | 2     |
| 4         | Sokil Kyiv              | 1     |

### Grupp I
Åbo, Finland
| Lag 1        | Resultat | Lag 2              |
| ------------ | -------- | ------------------ |
| Tivali Minsk | 6-0      | HK Acroni Jesenice |
| TPS          | 11-1     | Vålerenga IF       |
| TPS          | 11-2     | HK Acroni Jesenice |
| Tivali Minsk | 6-3      | Vålerenga IF       |
| Vålerenga IF | 3-3      | HK Acroni Jesenice |
| TPS          | 2-2      | Tivali Minsk       |

### Grupp I, slutställning
| Placering | Lag                | Poäng |
| 1         | TPS                | 5     |
| 2         | Tivali Minsk       | 5     |
| 3         | Vålerenga IF       | 1     |
| 4         | HK Acroni Jesenice | 1     |

 Malmö IF,
 Düsseldorfer EG  : vidare direkt

## Finalomgång
Düsseldorf, Nordrhein-Westfalen, Tyskland

### Grupp A
| Lag 1            | Resultat | Lag 2            |
| ---------------- | -------- | ---------------- |
| TPS              | 6-4      | HC Devils Milano |
| Düsseldorfer EG  | 1-2      | Tivali Minsk     |
| TPS              | 4-0      | Tivali Minsk     |
| Düsseldorfer EG  | 1-3      | HC Devils Milano |
| HC Devils Milano | 5-5      | Tivali Minsk     |
| Düsseldorfer EG  | 5-4      | TPS              |

### Grupp A, slutställning
| Placering | Lag              | Poäng |
| 1         | TPS              | 4     |
| 2         | HC Devils Milano | 3     |
| 3         | Tivali Minsk     | 3     |
| 4         | Düsseldorfer EG  | 2     |

### Grupp B
| Lag 1         | Resultat | Lag 2        |
| ------------- | -------- | ------------ |
| Malmö IF      | 5-4      | Brynäs IF    |
| Dynamo Moskva | 8-3      | Sparta Praha |
| Dynamo Moskva | 5-1      | Brynäs IF    |
| Malmö IF      | 5-1      | Sparta Praha |
| Dynamo Moskva | 2-1      | Malmö IF     |
| Brynäs IF     | 5-1      | Sparta Praha |

### Grupp B, slutställning
| Placering | Lag           | Poäng |
| 1         | Dynamo Moskva | 6     |
| 2         | Malmö IF      | 4     |
| 3         | Brynäs IF     | 2     |
| 4         | Sparta Praha  | 0     |

### Match om tredje pris
| Lag 1    | Resultat | Lag 2            |
| -------- | -------- | ---------------- |
| Malmö IF | 4-3      | HC Devils Milano |

### Final
| Lag 1 | Resultat | Lag 2         |
| ----- | -------- | ------------- |
| TPS   | 4-3      | Dynamo Moskva |